# Vavta vas
Vavta vas je naselje u slovenskoj Općini Straži. Vavta vas se nalazi u pokrajini Dolenjskoj i statističkoj regiji Jugoistočnoj Sloveniji. 

## Stanovništvo
Prema popisu stanovništva iz 2002. godine naselje je imalo 392 stanovnika.